# Galfalek
Galfalek est une série de bande dessinée d'heroic fantasy française publiée par Soleil entre 1999 et 2005.
Elle est écrite par Jean-Charles Gaudin, dessinée par Franck Biancarelli et mise en couleurs par Yves Lencot et Laurence Quilici, sauf le dernier volume colorié par Biancarelli lui-même.

## Albums
- Galfalek, Soleil :

1. Le Gant de l'oubli, 1999  (ISBN 2-87764-936-9)[1].
2. Le Cercle, 2001  (ISBN 2-84565-049-3).
3. Les « Hauts Murs », 2002  (ISBN 2-84565-226-7).
4. Le Crépuscule des rois, 2005  (ISBN 2-84946-061-3).